# AirBridgeCargo

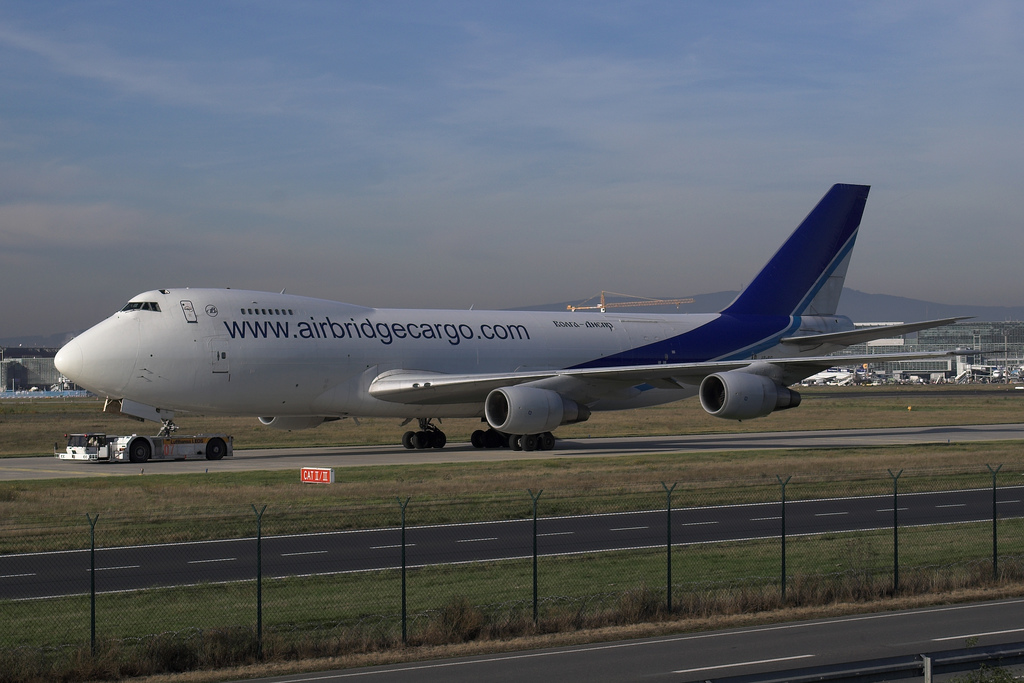
Boeing 747 VP-BID

ТОВ «Авіакомпанія «ЕйрБриджКарго» (AirBridgeCargo), що входить до складу Групи компаній «Волга-Дніпро», є найбільшим вантажним перевізником в Росії. АВС спеціалізується на виконанні регулярних вантажних рейсів між Росією, Азією, Європою і Північною Америкою, маршрутна мережа охоплює понад тридцяти напрямків по всьому світу. Перевезення здійснюються через вантажний хаб авіакомпанії на базі міжнародного аеропорту «Шереметьєво».

## Історія
Компанія вийшла на ринок вантажних перевезень у квітні 2004 року, коли літак АВС Боїнг 747 виконав перший рейс з Люксембургу в Пекін. Це була ключова точка в процесі підготовки запуску нової авіакомпанії в рамках ГрК «Волга-Дніпро». Протягом двох років компанія продовжувала нарощувати флот і збільшувати кількість напрямів по маршрутної мережі і в листопаді 2006 року отримала власний сертифікат експлуатанта, ставши другою незалежною компанією в рамках Групи компаній «Волга-Дніпро». АВС став першим російським перевізником-експлуатантом вантажних літаків Boeing 747-400F і Boeing 747-8F в 2007-2012, відповідно. Компанія першою здійснила трансполярний рейс за маршрутом Гонконг-Чикаго. 
Перевізник є членом галузевих асоціацій - IATA, CargoiQ, Cool Chain association і інші, має сертифікат IOSA, а також низкою інших сертифікатів для здійснення перевезень спеціальних вантажів - IATA CEIV, QEP. 
Офіси АВС знаходяться в регіонах присутності перевізника – Азії, Європі та Північній Америці, з головним офісом, розташованим в Москві, Росія за адресою: 141411, р. Москва, Міжнародне шосе, д. 28Б, стор 3, Бізнес центр «Скайпойнт». 
На шляху свого розвитку авіакомпанія змогла показати значне зростання, а загальний тоннаж перевезеного вантажу збільшився на 17% за останні п'ять років. За високу якість надаваних послуг компанія була відзначена галузевими нагородами, як російськими, так і міжнародними. 

### Маршрутна мережа
Авіакомпанія здійснює регулярні вантажні перевезення на маршрутах, що з'єднують Азію, Європу і Північну Америку. Рейси виконуються як через вантажний хаб компанії на базі міжнародного аеропорту «Шереметьєво», так і безпосередньо. При польотах в Південно-Східну Азію літаки роблять проміжну посадку в аеропорту Красноярська (Ємельяново).
Маршрутна мережа охоплює такі найбільші міжнародні вантажні аеропорти, як Шанхай, Гонконг, Пекін, Франкфурт, Амстердам, Чикаго, Сінгапур та інші. АВС прагне розвивати свою мережу відповідно до побажань замовників і попитом на ринку. 

### Флот
За станом на червень 2018 флот авіакомпанії «ЕйрБриджКарго» складається з: 
- Загальна кількість літаків - 17
- Боїнг 747-400ERF – 4
- Боїнг 747-400F – 2
- Боїнг 747-8F - 11